# シーケー金属
シーケー金属株式会社は、富山県高岡市に本社がある、鉄管継手メーカーである。CKサンエツの子会社であり、グループ会社にサンエツ金属などがある。カドミウムや鉛を含まず環境性能の高いめっき材である「CKeめっき」などを主力商品とする。